# Lilium tianschanicum
Lilium tianschanicum ist eine Art aus der Gattung der Lilien (Lilium). Über ihre taxonomische Klassifikation innerhalb der Gattung ist nur wenig bekannt, sie befindet sich nicht in Kultur.

## Beschreibung
Lilium tianschanicum ist eine aufrecht wachsende Art, die Wuchshöhen bis 25 Zentimeter erreicht. Die Zwiebel ist weiß, hat einen Durchmesser von rund drei Zentimetern und ist zusammengesetzt aus zahlreichen, fleischigen Schuppen. Die Laubblätter sind spitz zulaufend linealisch, zwischen 8 und 10 cm lang und 2 bis 5 mm breit.
Sie blüht im August mit einer einzelnen nickenden Blüte, die Tepalen sind weiß und von länglich-lanzettlicher Form, rund 4,5 Zentimeter lang und 1,2 bis 1,5 Zentimeter breit. Am äußeren Ende sind sie verdickt. Die Staubblätter sind annähernd so lang wie die Tepalen, die Staubbeutel gelb.

## Verbreitung/Standort
Die Art ist im Tianshan-Hochgebirge des Uigurischen Autonomen Gebietes Xinjiang der Volksrepublik China beheimatet. Dort besiedelt sie lehmig-kiesige Steppenböden.

## Botanische Geschichte
Die Art erhielt ihren Namen nach dem Hochgebirge, in dem sie vorkommt. Lilium tianschanicum wurde 1977 von Waleri Iwanowitsch Grubov in  Grubov und Egorova: Rast. Tsent. Azii, Mater. Bot. Inst. Komarova Band 7, Seite 70 erstbeschrieben. Den Namen schrieb Grubov Natalia Ivanova zu. In Abschnitt 3, Artikel 46, Ex. 17 des Internationalen Codes der Botanischen Nomenklatur von 2000 wird festgestellt, dass es keinen Hinweis auf eine Autorschaft von Ivanova an der validierenden Beschreibung gibt. Daher kann das Autorzitat entweder als Lilium tianschanicum N.A.Ivanova ex Grubov oder als Lilium tianschanicum Grubov angegeben werden. Beide Formen sind gültig.

## Quelle
- Flora of China. Vol. 24, p. 149, online: .